# بني حمد (قرية)
قرية بنى حمد هي إحدى القرى التابعة لمركز بنى سويف في محافظة بني سويف في جمهورية مصر العربية. حسب إحصاءات سنة 2006، بلغ إجمالي السكان في بنى حمد 2885 نسمة، منهم 1478 رجل و1407 امرأة.